# Brandade de morue
 (janvier 2014).
Si vous disposez d'ouvrages ou d'articles de référence ou si vous connaissez des sites web de qualité traitant du thème abordé ici, merci de compléter l'article en donnant les références utiles à sa vérifiabilité et en les liant à la section « Notes et références ».
La brandade de morue est un mets à base de morue qui est du cabillaud séché et salé. Cette spécialité de Nîmes mais originaire d'Alès (d’après Raphael) s'est répandue dans toute l'Occitanie, du Languedoc à la Ligurie, en passant par la Provence et le Roussillon, jusqu'aux Pays catalans.

## Origine du nom
La brandade vient du participe passé du verbe provençal brandar, qui signifie « remuer ». Le nom occitan de la spécialité est brandada de merluça ou Merluça en brandada.

## Composition

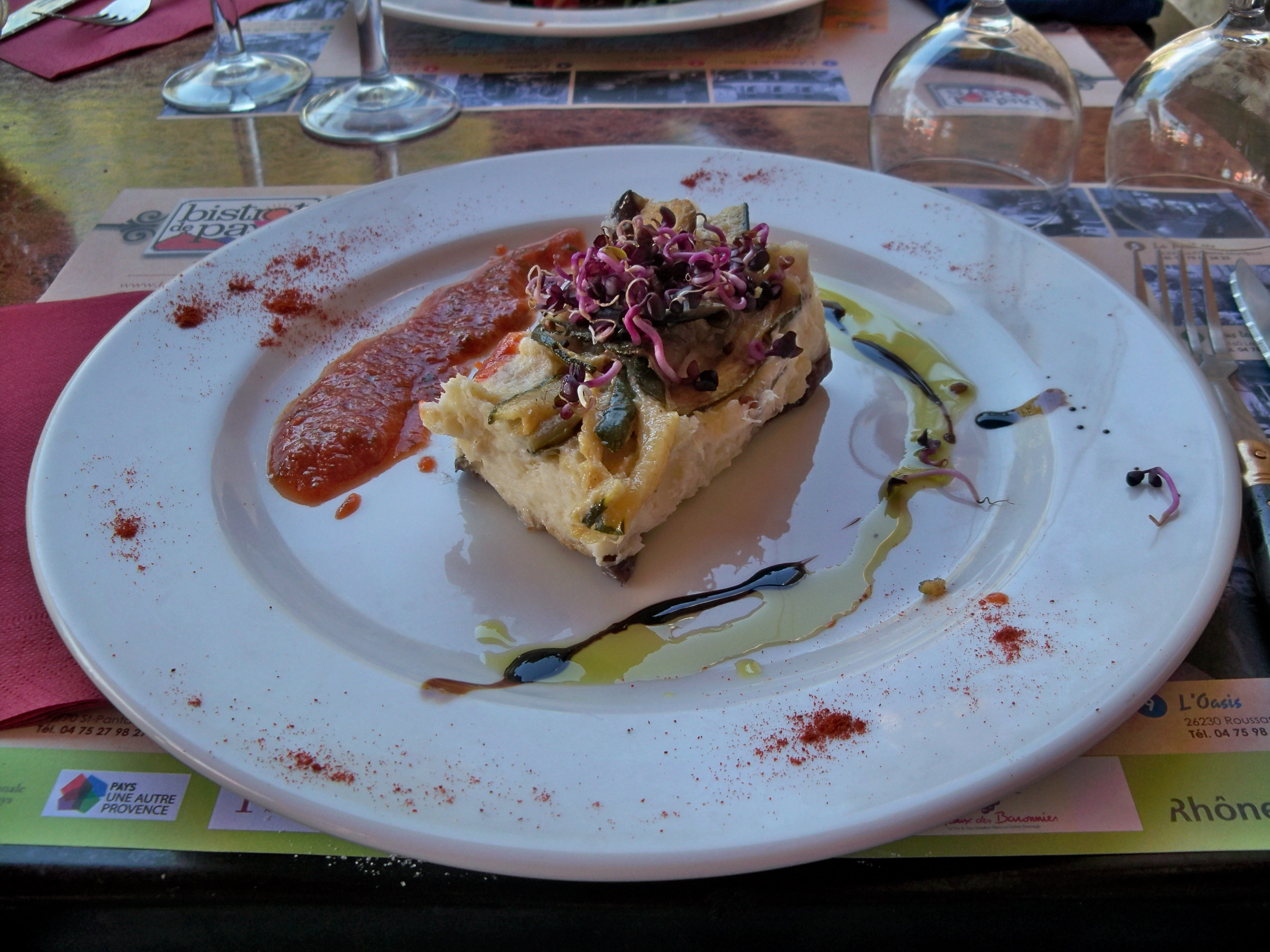
Lasagne de brandade de morue

Elle est à base de morue, de lait et d'huile d'olive. Il peut y avoir du jus de citron, de l'ail, du persil ou d'autres herbes ou épices (thym, laurier, oignon, etc.).
Dans certaines recettes, on ajoute de la pomme de terre. À Paris, on la sert comme une sorte de parmentier (purée au lait ou à la crème, mélangée avec la morue) et gratinée au four.

## Histoire du plat
Jusqu'à l'invention des réfrigérateurs, la seule façon de conserver le cabillaud était de le saler et de le sécher ; il est alors appelé « morue ». C'était une tradition des pêcheurs de l'Atlantique et de la mer du Nord, où le cabillaud se trouve en abondance. Ces pêcheurs venaient à Nîmes échanger leurs morues contre du sel provenant des  salins du Midi.

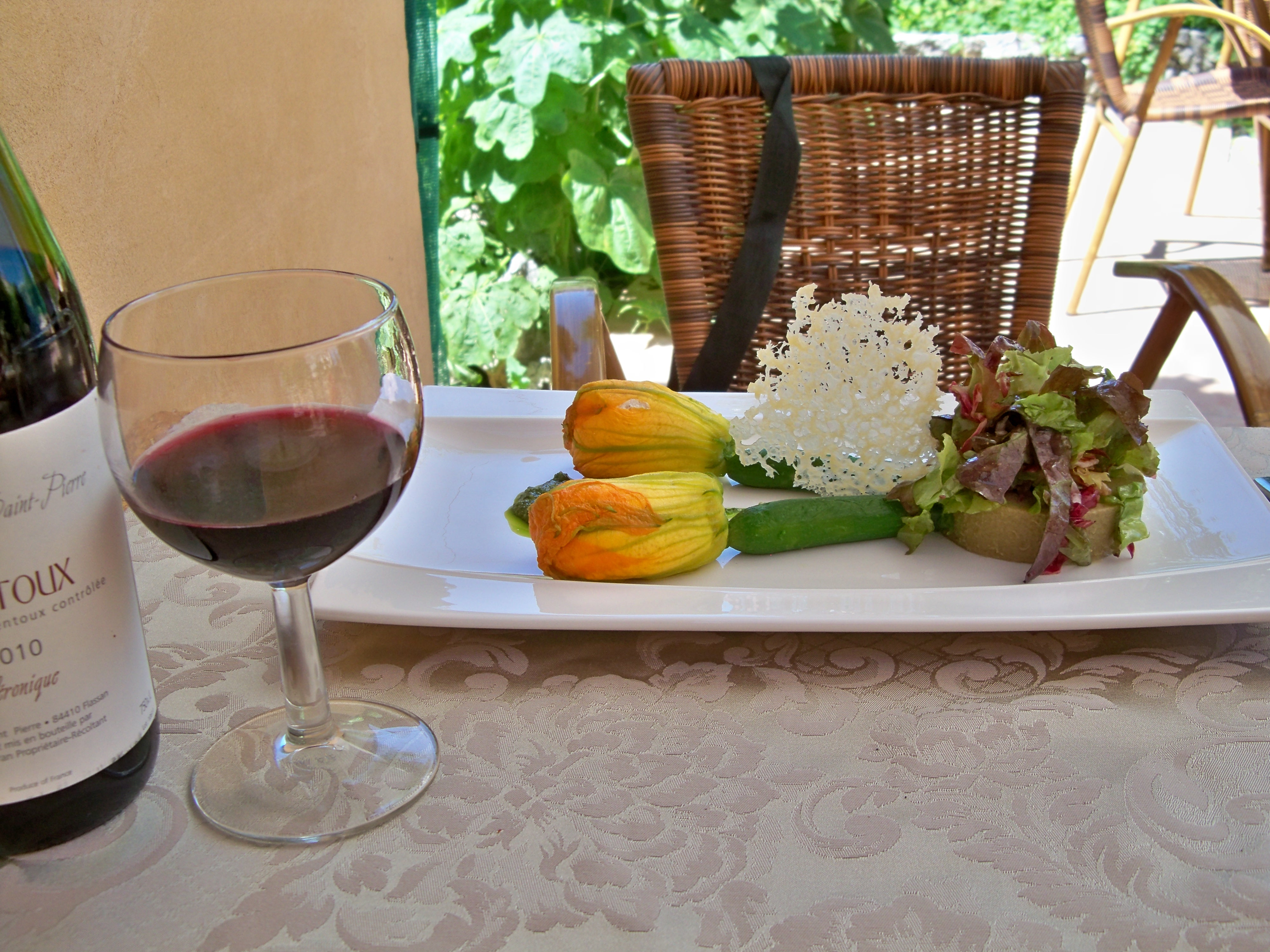
Fleurs de courgette farcies à la brandade de morue.

La recette apparaît pour la première fois dans la gastronomie du sud de la France en 1786, lorsqu'un amateur de poisson de Nîmes décida d'écraser la chair de morue salée avec de l'ail, de l'huile d'olive et une touche de lait. Cette recette se popularisa et remporta un grand succès à partir de 1830 grâce au célèbre cuisinier français Durand. Certaines recettes incluant la pomme de terre font leur apparition à la même époque. Cette façon de préparer la morue est appelée « Margot de morue » dans le Traité de cuisine  bourgeoise bordelaise d’Alcide Bontou.